# 장보헝
장보헝(중국어 간체자: 张博恒, 정체자: 張博恆, 병음: Zhāng Bóhéng, 한자음: 장박항, 2000년 3월 4일~)은 중화인민공화국의 체조 선수이다. 2024년 하계 올림픽 남자 개인종합 부문과 단체전에서 은메달을 획득했고 철봉 부문에서 동메달을 획득했다. 또한 세계 선수권 대회에서 금메달 2개, 은메달 1개, 아시안 게임에서 금메달 3개, 은메달 1개를 획득했다.